# Turbo imperialis
Turbo imperialis is een soort van zeeslakken uit het geslacht Turbo en de familie Turbinidae.